# Ragni Karlsson
Ragnhild (Ragni) Emilia Karlsson, född 28 april 1894 i Pargas, död 1973, var en finländsk agronom och redaktör.
Karlsson, som var dotter till filosofie magister Karl Julian Karlsson och Emmi Schauman, avlade agronomieexamen 1925 och företog studieresor till Sverige och Norge 1934. Hon skötte ett eget småbruk i Hollola 1914–1929, var journalist och översättare samt andre lärare vid Mellersta Nylands folkhögskola 1921–1922, konsulent vid Småbrukareförbundet 1929–1947 och sekreterare i Folkets bildningsförbund 1947–1948. Hon var medarbetare i Arbetarbladet 1923–1947, redaktör i Ny Tid maj 1947–1948 och i Viikon Posti från 1955. Hon tillhörde socialistiska enhetspartiet och var medlem av Svenska Finlands folkting 1944–1952.